# Nilandhoo (Gaafu Alif)
Nilandhoo är en ö i Huvadhuatollen i Maldiverna.  Den ligger i administrativa atollen Gaafu Alif atoll, i den södra delen av landet, 395 km söder om huvudstaden Malé.